# North Smithfield
North Smithfield är en kommun (town) i Providence County i delstaten Rhode Island, USA med cirka 10 618 invånare (2000). Den har enligt United States Census Bureau en area på 64,1 km².